# المرأة المصرية (مجلة)
مجلة المرأة المصرية هي مجلة أصدرتها بلسم عبد الملك بمساعدة هدى الشعراوي، تهتم بقضايا حقوق المرأة، صدرت لأول مرة في 9 من ربيع الآخر 1338 هـ / 1 من كانون الثاني 1920 م. ظهرت باللغتين العربية والفرنسية.